# 三好正則
三好 正則（みよし まさのり、1945年2月16日 - ）は、日本の政治家。前神奈川県大磯町長（1期）。
元大磯町職員、1971年同町に入庁、町長秘書、福祉部長を経て2005年役場を定年退職している。福井県出身。

## 来歴
- 1951年3月 - 照が崎幼稚園卒園
- 1957年3月 - 大磯町立大磯小学校卒業
- 1960年3月 - 大磯町立大磯中学校卒業
- 1963年3月 - 鎌倉学園高等学校卒業
- 1968年3月 - 中央大学経済学部卒業
- 1971年2月 - 大磯町役場就職
- 1971年7月 - 町長秘書担当
- 2003年10月 - 町民福祉部長
- 2005年3月 - 大磯町役場定年退職
- 2006年11月 - 大磯町長選挙当選
- 2006年12月 - 大磯町長就任
- 2010年12月 - 大磯町長退任

## 主な政策
- 2006年、大磯町にある伊藤博文の旧邸宅「滄浪閣」を保有していた西武ホールディングス傘下のプリンスホテルが経営再建のため、売却を決定した。当時、町長選に出馬していた三好は、滄浪閣の購入・保存を公約に掲げて当選し、二十数億円におよぶ取得費用の捻出方法などを捻出するか検討していたが[1]、町の提示した金額より同じく入札交渉をしていた建設会社の提示した金額が数十億円以上高かったとみられ、これ以上の価格上乗せ不可能と判断した三好は、滄浪閣の買い取りを断念した[2]。
- 2008年2月、町の事業の必要性を点検するため、町外の識者にいわゆる事業仕分けを依頼した。三好によると、職員が抵抗したとしても、行政には第三者の視点が必要である判断したという[3]。
- 2009年3月に大磯町にあった吉田茂の旧邸宅が焼失したのを受けて、家屋の再建や庭園の復元などの費用を用意するため、「大磯町旧吉田茂邸再建基金」を設立した[4]。